# Ferhan et Ferzan Önder
Ferhan Önder et Ferzan Önder, nées le 2 octobre 1965 dans la province de Tokat, Turquie, sont deux pianistes
turco-autrichiennes jumelles se produisant le plus souvent en duo.

## Biographie
Ferhan et Ferzan Önder disent être nées dans un petit village du nord de la Turquie. Après que leur frère aîné ai commencé à étudier la musique au Conservatoire d'Ankara (en), la famille a déménagé à Ankara. Les sœurs jumelles ont commencé à jouer du piano à l’âge de 10 ans et ont dès le début appris en duo de pianos. À l'âge de 14 ans, elles remportent un Prix Spécial du Jury au Concorso Pianistico Internazionale Alessandro Casagrande à Terni, Italie. Ils ont d'abord étudié à l'Université Hacettepe à Ankara et à partir de 1985 à l'Académie de musique et des arts du spectacle de Vienne dans la master classes de Noel Flores (fi) et Paul Badura-Skoda.
Le duo est connu grâce à des tournées de concerts à travers le monde et à des apparitions régulières avec des orchestres internationaux de renom. Il se produit également dans des festivals de musique tels que le Festival de Salzbourg, le Festival Beethoven (de) à Bonn, le Festival de Vienne, le Festival de musique du Rhin (de) et le Festival de musique du Schleswig-Holstein.
Le répertoire du duo comprend des œuvres de Bach, Vivaldi et Mozart à Poulenc, Bartók, Stravinsky, Lutosławski et Fazıl Say.
Son premier CD officiel « Vivaldi Reflections » (2001) a reçu le prix ECHO Klassik en 2002.
Son deuxième album s'intitulait « 1001 Nights » (2003). En 2002, un enregistrement live d'une collaboration avec la Staatskapelle de Dresde (Le Carnaval des animaux, orateur : Günther Jauch) est sorti.
Les sœurs jumelles ont été nommées ambassadrices de l'UNICEF par le comité turc UNICEF en 2003 et s'engagent dans des projets pour enfants. Ils vivent tous les deux à Vienne.

### Vie privée
- Ferhan Önder était mariée au pianiste Rico Gulda et a une fille[6].
- Ferzan Önder, initialement épouse d'un entrepreneur viennois[1],[7] est mariée au multi-percussionniste Martin Grubinger depuis 2009 et ils ont un fils[8].

## Discographie
- 1998 : Saint-Saens - Beethoven (Pan Classics)
- 2001 : Vivaldi Reflections (EMI)
- 2002 : Karneval der Tiere
- 2003 : 1001 Nights (EMI)
- 2015 : Carmina Burana (SONY)
- 2019 : Karneval der Tiere (SONY)
- 2019 : Ferhan&Ferzan Önder play Fazıl Say  (WINTER&WINTER)